# Římskokatolická farnost Hustopeče nad Bečvou
Římskokatolická farnost Hustopeče nad Bečvou je územní společenství římských katolíků s farním kostelem Povýšení svatého Kříže v děkanátu Hranice. 

## Historie farnosti
První písemná zmínka o obci pochází z roku 1201.

## Duchovní správci
Současným farářem je od ledna 2017 R. D. Mgr. František Dostál.
Současným farářem je P:Václav Fojtík

## Bohoslužby
| Kostel                 | Místo                | Bohoslužba (den)     | Hodina                                                    | Poznámka     |
| ---------------------- | -------------------- | -------------------- | --------------------------------------------------------- | ------------ |
| Povýšení svatého Kříže | Hustopeče nad Bečvou | neděle pondělí pátek | 8.00 16.30 (zima)/18.00 (léto) 16.30 (zima)/18.00 (léto)) | farní kostel |

## Aktivity ve farnosti
Ve farnosti se pravidelně̟ koná tříkrálová sbírka. V roce 2017 se vybralo 44 170 korun v Hustopečích a 10 720 korun v Miloticích.
Pro farnosti Hustopeče nad Bečvou, Bělotín, Černotín a Špičky vychází každý týden farní časopis Angelus.
V květnu 2018 ve farnosti uděloval svátost biřmování biskup Antonín Basler. 